# Василевич Іван Антонович
Іван Антонович Василевич (1894, містечко Будслав Вілейського повіту Віленської губернії, тепер агромістечко Мядельського району Мінської області, Республіка Білорусь — розстріляний 24 листопада 1937, СРСР) — білоруський радянський діяч, 2-й секретар ЦК КП(б) Білорусії, народний комісар внутрішньої торгівлі та фінансів Білоруської РСР. Член Бюро ЦК КП(б) Білорусі з 30 вересня 1927 до 25 жовтня 1930 року. Член ЦВК Білоруської РСР, член ЦВК СРСР у 1925—1930 роках.

## Життєпис
Народився в селянській родині. Закінчив початкову школу в Будславі.
У 1917—1918 роках — голова виконавчого комітету волосної ради Віленської губернії; заступник комісара, комісар із продовольства Віленської губернії.
Член РКП(б) з 1918 року.
З лютого 1919 року — заступник народного комісара продовольства РСР Литви та Білорусії.
У 1919 році — керівник продовольчого постачання Південно-Західного фронту РСЧА; комісар з продовольства Катеринославської губернії.
На початку 1920-х років — заступник народного комісара продовольства Української СРР; член Революційної військової ради Харківського військового округу.
До 1925 року працював начальником податкового управління Народного комісаріату фінансів СРСР.
До грудня 1925 року — народний комісар внутрішньої торгівлі Білоруської РСР.
У грудні 1925 — вересні 1927 року — народний комісар фінансів Білоруської РСР.
30 вересня 1927 — 25 жовтня 1930 року — 2-й секретар ЦК КП(б) Білорусії.
З 1930 до 1931 року працював у Народному комісаріаті землеробства СРСР у Москві. Входив до складу підсекції історії Білорусії секції історії народів СРСР при Товаристві істориків-марксистів.
У 1932—1933 роках — завідувач Далеко-Східного крайового земельного відділу.
У 1933 — серпні 1934 року — голова виконавчого комітету Нижньо-Амурської окружної ради Далеко-Східного краю.
У 1934 — червні 1937 року — завідувач сільськогосподарського відділу Далеко-Східного крайового комітету ВКП(б).
20 червня 1937 року заарештований органами НКВС. 24 листопада 1937 року засуджений до страти, розстріляний того ж дня.
Посмертно реабілітований Військовою колегією Верховного Суду СРСР у 1956 році.